# 2022 en Belgique
Chronologie de la Belgique
- 2018
- 2019
- 2020
- 2021
- 2022
- 2023
- 2024
- 2025
- 2026

Cette page recense des événements qui se sont produits durant l'année 2022 en Belgique.

## Événements

### Février
- 12 février : 11e cérémonie des Magritte du cinéma à Bruxelles.

### Mars
- 20 mars : accident du carnaval de Strépy-Bracquegnies dans le Hainaut.

### Novembre
- 10 novembre : attaque au couteau à Bruxelles.

## Culture

### Cinéma
- 11e cérémonie des Magritte du cinéma

### Musique
- Concours musical international Reine Élisabeth de Belgique 2022 (piano)
- sortie de l'album Multitude de Stromae

## Décès
- 12 avril - Paul-André Comeau (journaliste canadien)

## Statistiques
- Population totale au 1er janvier 2022 : x

#### Articles sur l'année 2022 en Belgique
- Pandémie de Covid-19 en Belgique

#### L'année sportive 2022 en Belgique
- Championnat de Belgique de football 2021-2022
- Championnat de Belgique de football 2022-2023
- Championnat de Belgique féminin de football 2021-2021
- Championnat de Belgique féminin de football 2022-2023
- Coupe de Belgique de football 2021-2022
- Supercoupe de Belgique de football 2022
- Championnats de Belgique d'athlétisme en salle 2022
- Grand Prix automobile de Belgique 2022
- 6 Heures de Spa 2022
- Tour de Belgique 2022
- Gand-Wevelgem 2022
- Liège-Bastogne-Liège 2022
- Flèche wallonne 2022
- Tour de Wallonie 2022
- Tour des Flandres 2022
- Tournoi de tennis d'Anvers (ATP 2022)

#### L'année 2022 dans le reste du monde
- L'année 2022 dans le monde
- 2022 par pays en Amérique, 2022 au Canada, 2022 aux États-Unis
- 2022 en Europe, 2022 en France, 2022 en Italie, 2022 en Suisse
- 2022 en Afrique • 2022 par pays en Asie • 2022 en Océanie
- Décès en 2022